# Multilanguage Electronic Phototypesetting System
Il MEPS, acronimo di Multilanguage Electronic Publishing System ("Sistema Multilingue per l’Editoria Elettronica") è un sistema ideato, progettato e realizzato in tutte le sue fasi dalla Watch Tower Bible and Tract Society of Pennsylvania dei Testimoni di Geova (www.jw.org). È un sistema di fotocomposizione elettronica capace di gestire contemporaneamente più di 1.055 lingue (dato aggiornato all' anno 2022 rispetto alle 882 lingue gestite nel 2017).
È composto da una potente workstation comprendente un computer Meps e una fotounità Meps. Completa il sistema: un monitor, una tastiera allargata, computerizzata e multilingue nonché un potente software dedicato.

## Storia

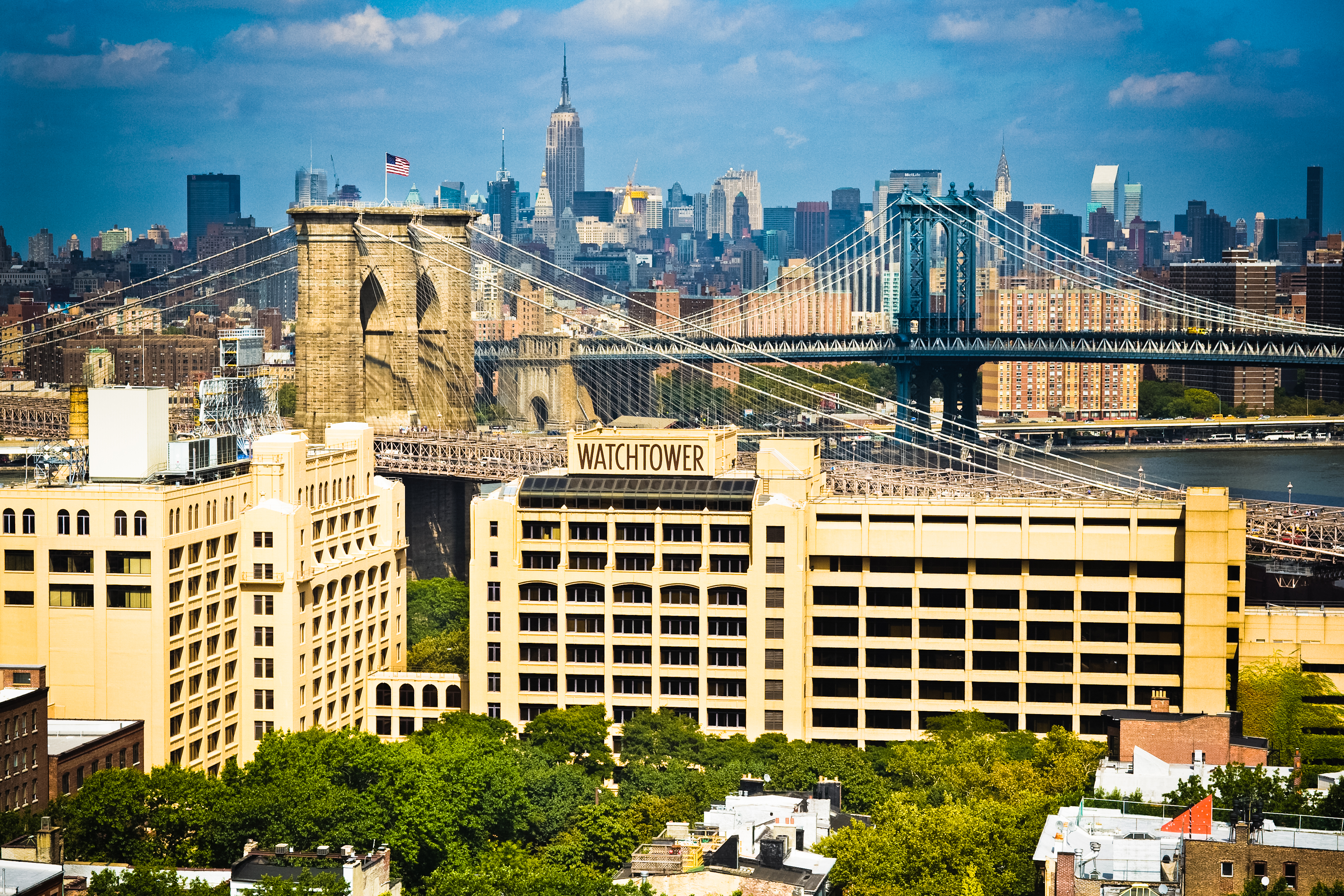
Watchtower Bible & Tract Society sede centrale di New York Testimoni di Geova. Il progetto MEPS fu sviluppato nella sede di Wallkill vicino a New York

Questo prodotto, non commerciale, fu ideato, progettato e realizzato in tutte le sue fasi dalla Watch Tower Bible and Tract Society of Pennsylvania, la sede centrale della Congregazione dei Testimoni di Geova negli Stati Uniti.
Pensato nel 1979, ultimato nel 1982 (data in cui fu usato sperimentalmente il primo computer MEPS), adoperato per la prima volta in Europa nel 1983 (dalla filiale tedesca dei Testimoni di Geova), il sistema vide la piena realizzazione nel 1986 data in cui i sistemi editoriali multilingue più potenti allora conosciuti riuscivano a gestire solo alcune decine di lingue. Nel maggio di quell'anno erano stati costruiti e spediti a 27 filiali dei Testimoni di Geova nel mondo, 79 computer Meps, 45 fotounità Meps e ben 181 videoterminali.
Per lo sviluppo del MEPS la Watch Tower integrò il suo sistema della funzionalità WYSIWYG, ovvero una funzione che permetteva di vedere direttamente a monitor l'impaginato elaborato da una tastiera (vedi la voce Fotocomposizione). L'Enciclopedia Britannica implementò nel 1984 i suoi sistemi con questa ed altre funzioni software della Watch Tower
Secondo una loro diffusa pubblicazione nel 2009, 125 filiali dei Testimoni di Geova in tutto il mondo rendevano possibile, grazie all'utilizzo di alcuni vari modelli di Meps, la pubblicazione simultanea della loro rivista Torre di Guardia in 176 lingue.
Il progetto fu ideato in anni in cui la fotocomposizione elettronica vedeva la sua nascita e dove era solo ipotetico parlare di set di caratteri composti da particolari alfabeti che facevano riferimento a lingue con soli ideogrammi (cinese, giapponese, hindi, nepalese, arabo).
Software house come Adobe, Macromedia, Quark erano ancora da venire e comunque non c'era nessun sistema in commercio capace di poter gestire più lingue contemporaneamente. C'era inoltre da parte delle case di fotocomposizione la tendenza commerciale a realizzare il massimo profitto dai loro sistemi, quindi nella costruzione delle loro fotocompositrici commerciali e relativi set di caratteri, le aziende privilegiavano le lingue e le relative popolazioni da cui potevano trarre più utili dalla commercializzazione dei loro prodotti. Ad essere penalizzati per i nuovi metodi di stampa, prestampa e offset, furono quindi le nazioni più povere.
La Watch Tower, traducendo già le proprie pubblicazioni in centinaia di lingue ed avendo affrontato altre sfide, volle applicare le nuove tecnologie alla emergente, più precisa e veloce stampa offset.
Si mise allo studio di una missione che era quella di ideare un sistema di fotocomposizione per tutte le lingue fino ad allora conosciute con il proposito dichiarato di raggiungere tutte le nazioni del globo, ricche e povere, con le loro pubblicazioni bibliche. Il sistema avrebbe permesso inoltre di unificare tutte le operazioni di stampa dei Testimoni di Geova permettendo a tutti i Testimoni di ricevere simultaneamente e contemporaneamente, in ogni parte del globo le stesse pubblicazioni con le stesse informazioni ed illustrazioni, sia che fossero stampate in indi che in italiano, sia che lo fossero in giapponese che in arabo.
Questa iniziativa sorprese il mondo della grafica. La rivista di publishing e tecnologie di stampa Seybold Report, una delle più autorevoli nel mondo grafico, così si espresse sul progetto: "Non possiamo che lodare l'intraprendenza, l'iniziativa e l'intuito di quelli della Watchtower. Oggi pochi sono abbastanza ambiziosi o abbastanza coraggiosi da intraprendere una simile applicazione, specie partendo praticamente da zero [……] Non sappiamo a chi vada esattamente l'onore, ma meritano tutti tanti elogi” -..

## Caratteristiche del sistema

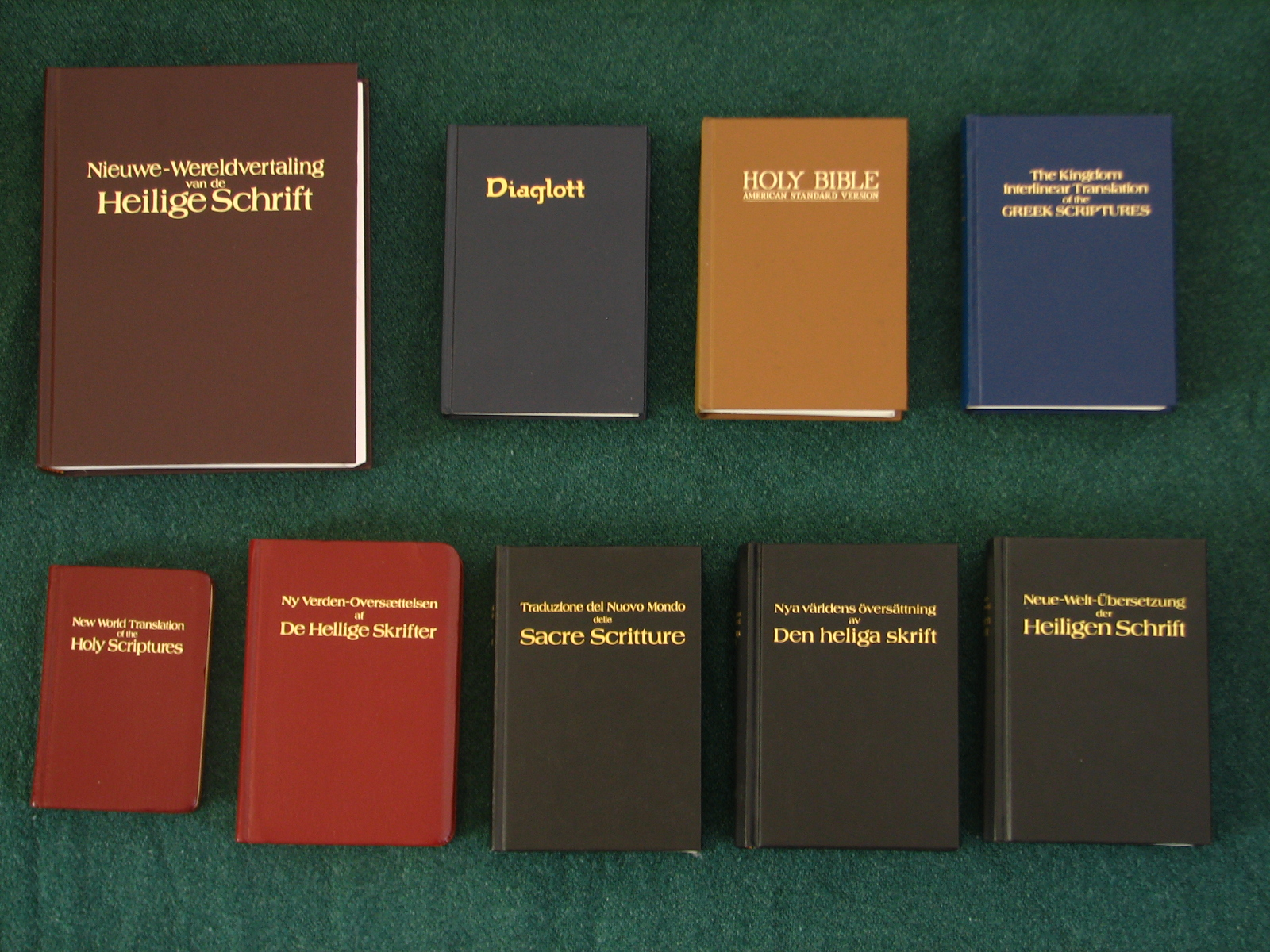
Alcune traduzioni gestite dal sistema MEPS: Traduzione del Nuovo Mondo, American Standard Version, Emphatic Diaglott, Traduzione Interlineare delle Scritture Greche

Il Meps è stato perfezionato nel corso degli anni e moltissime altre lingue si sono aggiunte a quelle iniziali. Il sistema inoltre è stato adeguato per svolgere anche altre mansioni che non riguardano direttamente la fase di prestampa.
Si calcola che oggi il sistema sia capace di gestire contemporaneamente più di 740 lingue dando i comandi dalla sola particolarissima tastiera. Le matrici di caratteri sono un ulteriore valore aggiunto. I set di caratteri infatti sono tutte in linea e pronti ad essere richiamati per ogni lingua desiderata. Esse comprendono oltre le tradizionali lingue e caratteri europei, anche set di caratteri in cirillico, in alfabeto giapponese (circa 8000 ideogrammi) in alfabeto devanagari con nepalese, marathi ed hindi, oltre che in lingue come l'arabo dove è richiesta una impaginazione (come in alcune altre lingue) da destra a sinistra.
L'attività editoriale del Meps è particolare ed è semplificata rispetto ad altri sistemi tradizionali. Le lettere arabe, per esempio, si scrivono in quattro diversi modi a seconda della loro posizione all'interno di una parola o di una frase. Se una lettera compare all'inizio di una parola, si scrive in un modo, se a metà viene scritta in un altro modo, se in fondo alla parola o se la lettera è da sola in mezzo alla frase in altri ancora. Mentre una linotype araba ha diversi tasti per tutte le decine di variazioni delle 22 lettere arabe, il MEPS è stato programmato in modo da avere una sola battuta per ciascuna lettera. La macchina determina automaticamente il modo corretto di scriverla analizzandone la posizione
Attraverso molte delle 94 filiali della Società in tutte le parti della terra, vennero studiate le caratteristiche delle varie lingue. Si doveva compilare un elenco di tutti i caratteri e gli accenti necessari per stampare letteratura nelle lingue usate da ciascuna filiale. Occorrevano anche le regole per la divisione in sillabe delle parole nelle varie lingue. Si doveva disegnare ciascun carattere e accento e convertirlo in forma digitale e immagazzinarlo nella memoria di un computer e poi elaborarlo. Tutto questo ha richiesto molti anni di lavoro.
I Testimoni si costruirono in casa anche i set di tutti i caratteri.Seybold Report commentò: "Le particolari esigenze della Watchtower, che stampa in molte lingue, avrebbero costretto qualsiasi venditore a personalizzare notevolmente, forse a progettare da capo, un sistema [……]“. Non ce ne fu bisogno visto che furono loro a realizzare tutto, computer, fotounità tastiera e perfino le stesse matrici di caratteri.
La capacità di gestire così tante lingue di tipo diverso fa di Meps un sistema diverso da qualsiasi altro sistema multilingue in commercio. L'uso del sistema, unificando tutte le operazioni di stampa, ha permesso ai Testimoni non solo l'uscita simultanea in ogni parte del globo di moltissime pubblicazioni fra cui la loro Traduzione del Nuovo Mondo delle Sacre Scritture e le loro due riviste ufficiali: La Torre di Guardia e Svegliatevi! . Importanti case hi-tech operanti nella composizione dei testi, hanno richiesto ai Testimoni la commercializzazione del MEPS, cosa che i Testimoni hanno rifiutato spiegando che il sistema era nato esclusivamente per la diffusione in tutto il mondo del messaggio biblico in più lingue. Il sistema Meps non è comunque un traduttore di testi. Non traduce da una lingua ad un'altra. A tradurre così come ad immettere il testo nel Meps sono sempre persone.
Il Meps quindi non traduce ma ha la capacità, prima di 'immagazzinare' tutte le famiglie di caratteri delle lingue che abbiamo deciso di immettere nel nostro sistema (400 lingue per esempio), quindi richiamare la lingua da noi preferita per il lavoro che stiamo affrontando, immettere il nostro testo (testo che Meps riconoscerà in quella determinata lingua) per poi gestirlo correggendolo, elaborandolo ed impaginandolo.

### Monitor e tastiera
Il monitor non ha nulla di particolare ad essere ‘diversa’ e per molti aspetti unica è invece la tastiera. Rispetto a quelle comuni, quella di Meps è visibilmente più allargata perché ospita ulteriori tasti (182 in tutto) che gestiscono tutte le particolari funzioni del sistema. La tastiera ha un suo microcomputer da 16 bit per controllare i 182 tasti. Ogni tasto ha cinque livelli di memoria il che equivale a 910 tasti che gestiscono comandi particolari e caratteri. Con un semplice comando questa particolare tastiera abilita ad immettere il testo nella lingua desiderata riconoscendo tutte le caratteristiche della lingua in funzione come kerning, corpi ed interlinee.

### Computer e fotounità
Cuore del sistema è il Computer Meps, un computer dedicato e racchiuso in un telaio solido, anni fa a forma quasi cubica di 90 cm per lato. I Meps più moderni sono alti 102 cm, larghi 91 e profondi 86. Questo computer principale supporta anche il collegamento ad altri terminali per l'immissione dei testi. La fotounità al laser è contenuta in un telaio di 106x85x81 cm.

### Software
La preparazione del software fu strettamente legata al lavoro della digitalizzazione dei molteplici caratteri.
Per ogni singolo carattere di una singola lingua si doveva fare un originale. Quindi furono fatte in diverse misure ogni lettera minuscola o maiuscola i segni diacritici (come la tilde in spagnolo o la cediglia in francese) e la punteggiatura.
Inoltre per ogni carattere si doveva creare 'la famiglia' completa come il chiaro, il corsivo, il neretto e il nero. Per ogni fonte dell'alfabeto latino ci volevano 202 caratteri. Le 369 fonti latine hanno richiesto ben 74.538 caratteri. Per le fonti cinesi 8.364 caratteri per ciascuna con altri ulteriori caratteri da aggiungere in seguito.

## Non solo fotocomposizione
La Watch Tower adopera il sistema MEPS anche per lavori interni agli stabilimenti tipografici, per gestire lavori che esulano da quello primario di traduzione delle pubblicazioni in varie lingue.
Il Meps si è mostrato, oltre che un sistema multilingue per la fotocomposizione elettronica, anche un versatile sistema gestionale di molteplici altre operazioni. Il MEPS viene infatti usato per gestire il lavoro di abbonamenti, ordinazioni e smistamento di letteratura oltre ad altri lavori amministrativi di una filiale dei Testimoni di Geova che lo possiede.